# Nábytek Mezopotámie

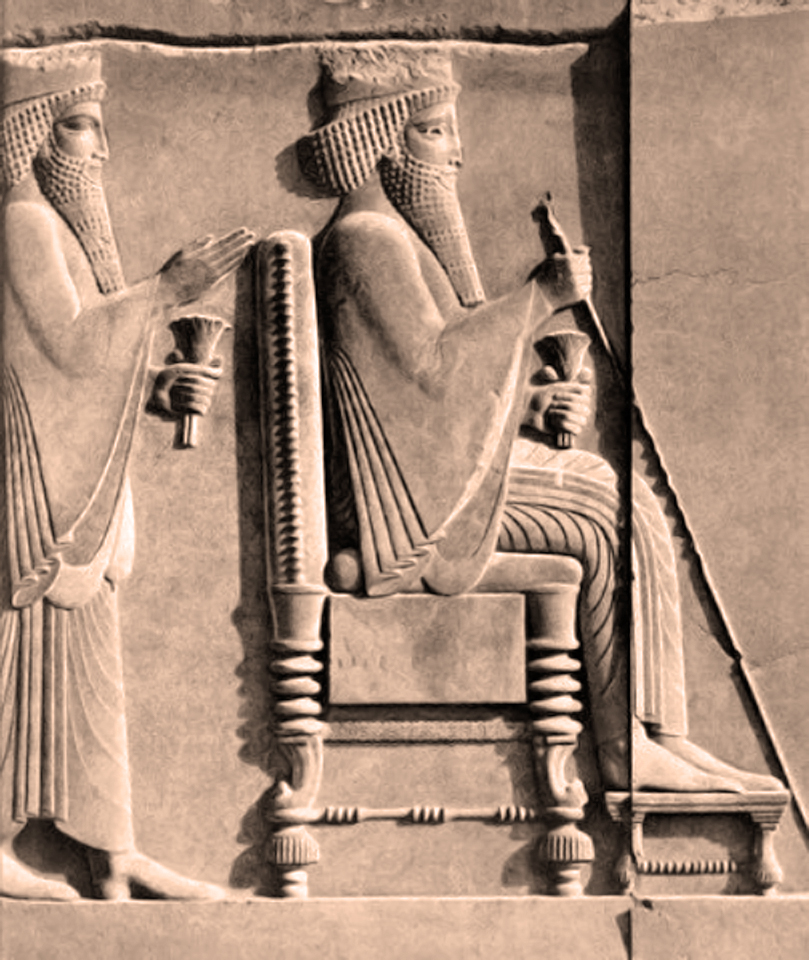
Achaimenovský, perský král, pravděpodobně Dareios I. nebo Xerxés I. Viditelné soustružené trnože a nohy. Persepolis

Z kultur Mezopotámie se kvůli špatným klimatickým podmínkám kolem řek Eufrat a Tigris nedochovaly v podstatě žádné konkrétní památky připomínající nábytek. Základní informace o tvaru, vzhledu a využití nábytku se dochovaly na reliéfech, hliněných deskách a pečetních válečcích. Předměty a nábytek zobrazený na reliéfech vlastnila pouze vysoko postavená společnost. Muži jedli v leže, ženy zase vsedě.
Životní úroveň většiny obyvatelstva byla na velmi nízké úrovni. Lidé bydleli v malých, těsných domech z nepálených cihel. Ze stejné hlíny byla i jejich lůžka pokrytá rohožemi z rákosu. Stejné rohože sloužily i k výrobě stolu, sedacího nábytku a k zakrytí vstupu do obydlí. Na odkládání sloužily různé výklenky ve zdech nebo hliněné nádoby. V Mezopotámii se vyrábělo vše většinou z hlíny.

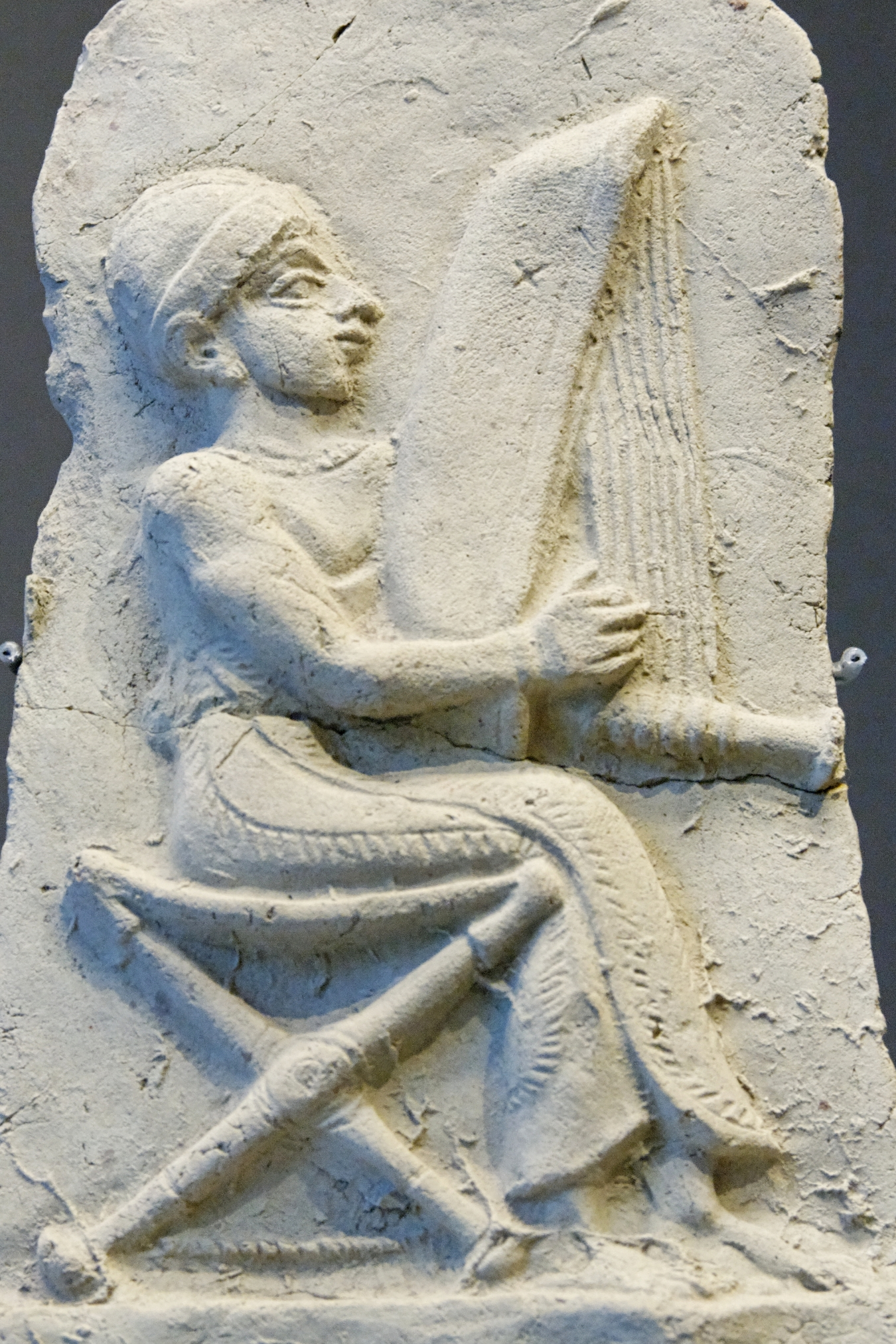
Harfenistka sedící patrně na skládací stoličce se sedací plochou z látky nebo kůže. Terakotový reliéf, rané 2. tisíciletí př. n. l.

Přes skutečnost, že paláce měly velké množství místností, teplé klima nevyžadovalo přemíru mobiliáře. Sumerové a následující kultury vytvořili prakticky všechny základní druhy nábytku. Nábytek byl většinou vyráběn ze dřeva. Některé části nábytku mohly být kovové, zdobené nebo zpevňované pláty kovu. Dřevo zde bylo velmi vzácné. Dostupné bylo pouze dřevo z palmy, které není vhodné pro náročnější práce. Používalo se především dřevo cedru z Libanonu , teaku a ebenu až z Indie, což bylo zaznamenáno na hliněných deskách. Mnohem běžnějším materiálem byl však rákos, ze kterého se dělaly například stoličky se sedací plochou z kůže, látky nebo výpletu.
I přes to, že Mezopotámský lid zaznamenával poznatky z matematiky, medicíny a pozorování vesmíru, chybí záznamy o postupu a technologii výroby užitých předmětů, včetně nábytku. Technologické postupy, vlastnosti materiálů a principy výroby byly patrně výrobním tajemstvím, které se předávalo jen v úzkém kruhu rodiny. Řemesla se zde totiž dědila.
Konstrukce mezopotámského nábytku byla především spojena čepy. Raritou je, že k lepení byl užíván asfalt. Nábytkové umění se rozvíjelo podle potřeb vládnoucích dvorů a náboženského života. Na dochovaném zobrazení sedacího nábytku panovníků byly realisticky vyobrazovány symboly, hovořící o síle, moci i osudu panovníka. Křesla a trůny většinou stály na malých plochách špiček piniových šišek, plodu stromu života, v mytologii jako strom prvního stvoření. Asyrský nábytek byl ve spodních částech noh dekorován střapci vína, nohama lva, berana nebo býka. Vyřezané zvířecí symboly na nosných částech nábytku vyjadřovaly sílu a pokoření silného zvířete, symbol obratnosti. Vyskytovala se i složitě vyrobená křesla s područkami z ohýbaného dřeva, složité řezbářské práce a kované tepané prvky. Sumerové a později Asyřané pravděpodobně již ovládali i soustružení, kterým jsou zdobeny nebo propojeny lubem zejména nohy sedacího nábytku. V období vlády říší Asýrie a Babylonie, viditelně vystupuje odlišnost nábytku obou kultur. Babylonský nábytek je jemně opracován a ponechává vyniknout přirozenou texturu dřeva, kdežto Asyrský nábytek je hrubě opracován, vady jsou vyspraveny tmelením a povrch je potažen tenkou vrstvou kovu. Rozdíly podmínilo to, že Babyloňané museli dovážet dřevo z daleka, pro Asyřany bylo dřevo běžně dostupné a kovy byly pro ně více cenné.

## Nábytek vyobrazený na reliéfech

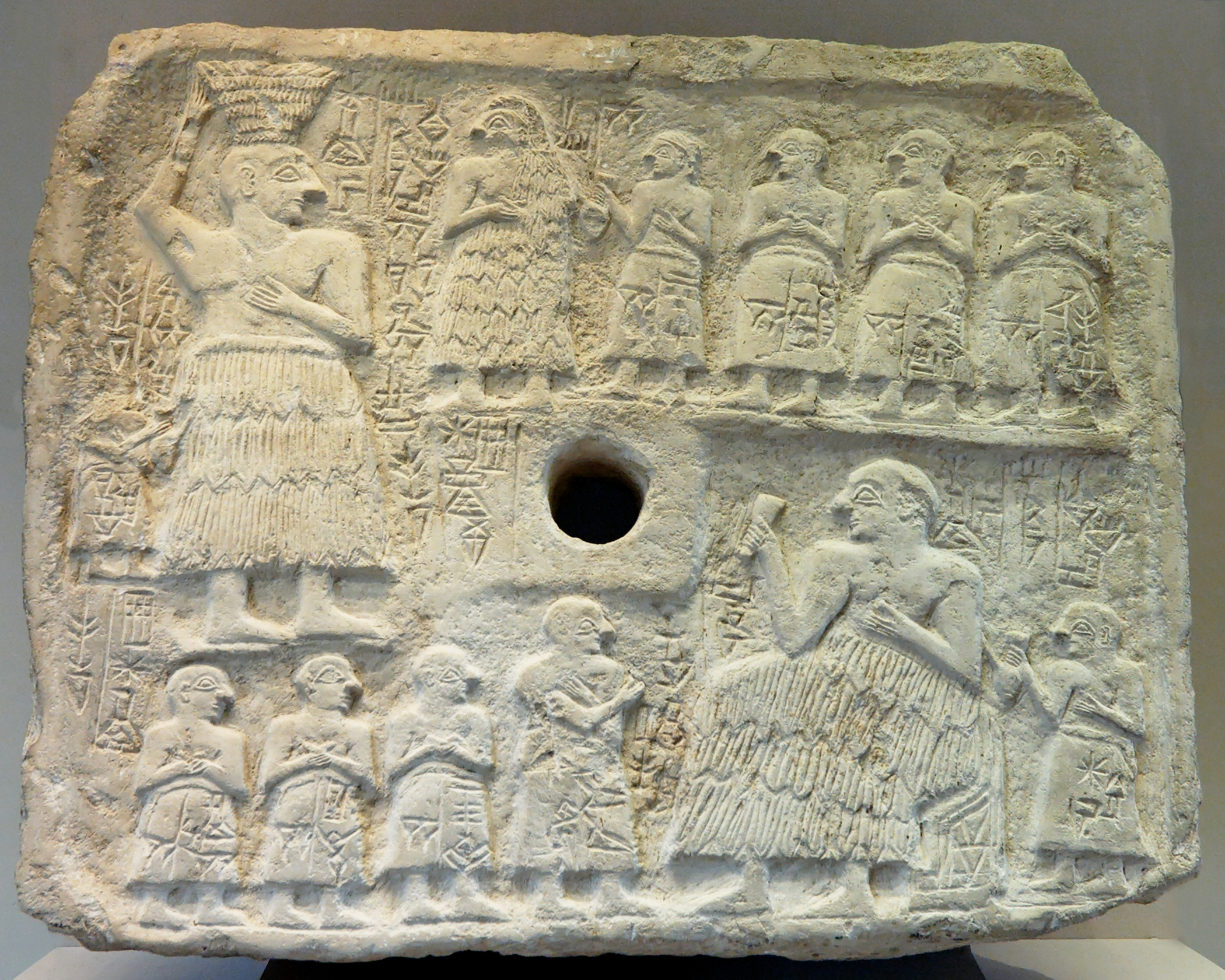
Votivní reliéf Ur-Nanshe, krále Lagaše. Vápenec, raná třetí Urská dynastie (2550–2500 př. n. l.), Girsu.
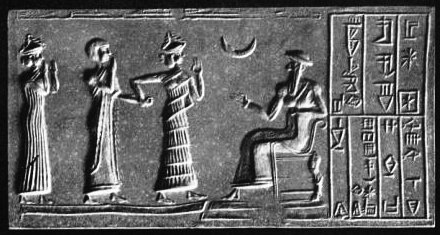
Zakladatel Urského státu Ur-Nammu (sedící), asi 2400 př. n. l.
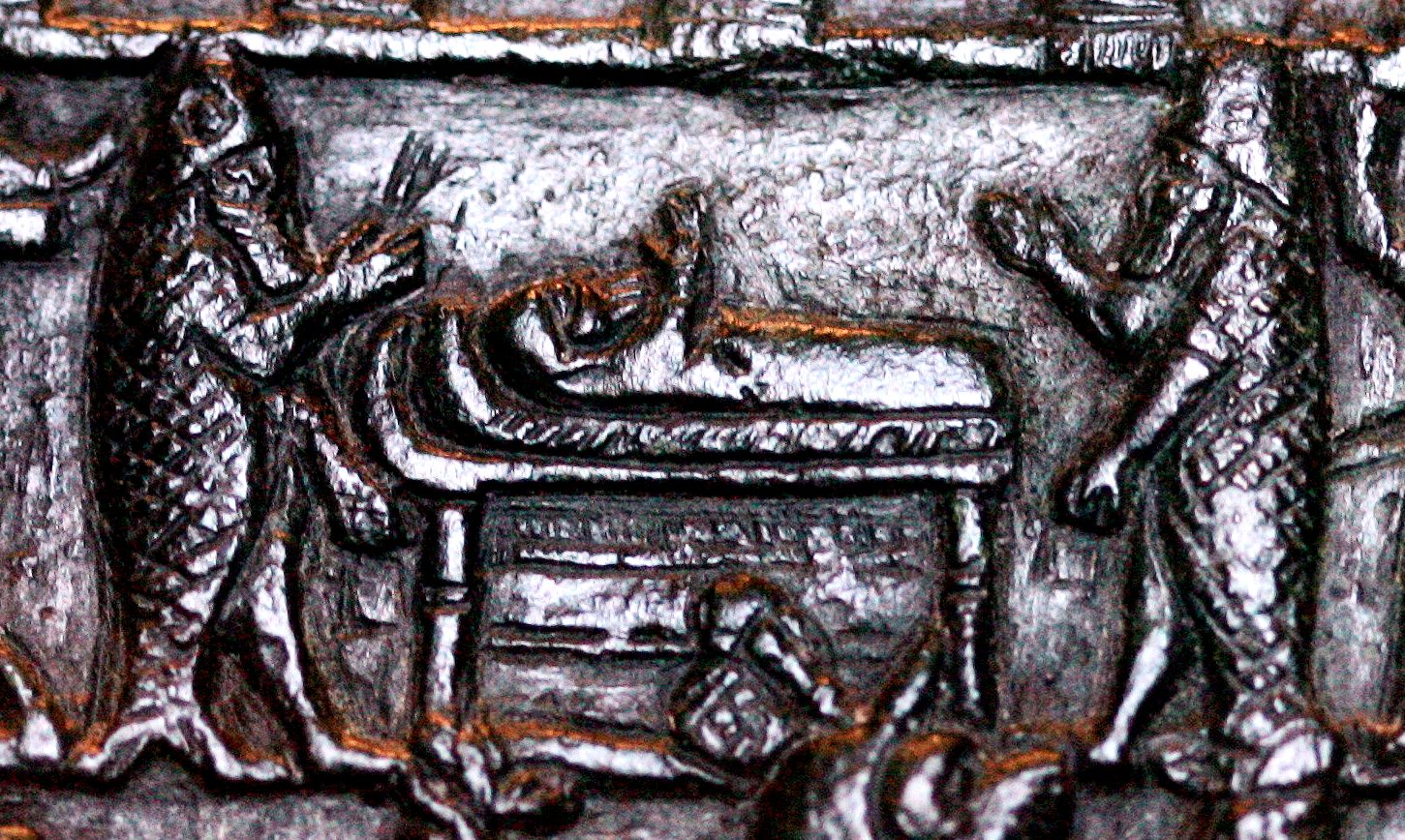
Léčitelé Lamashtu (Mezopotámský démon), Novoasyrská říše
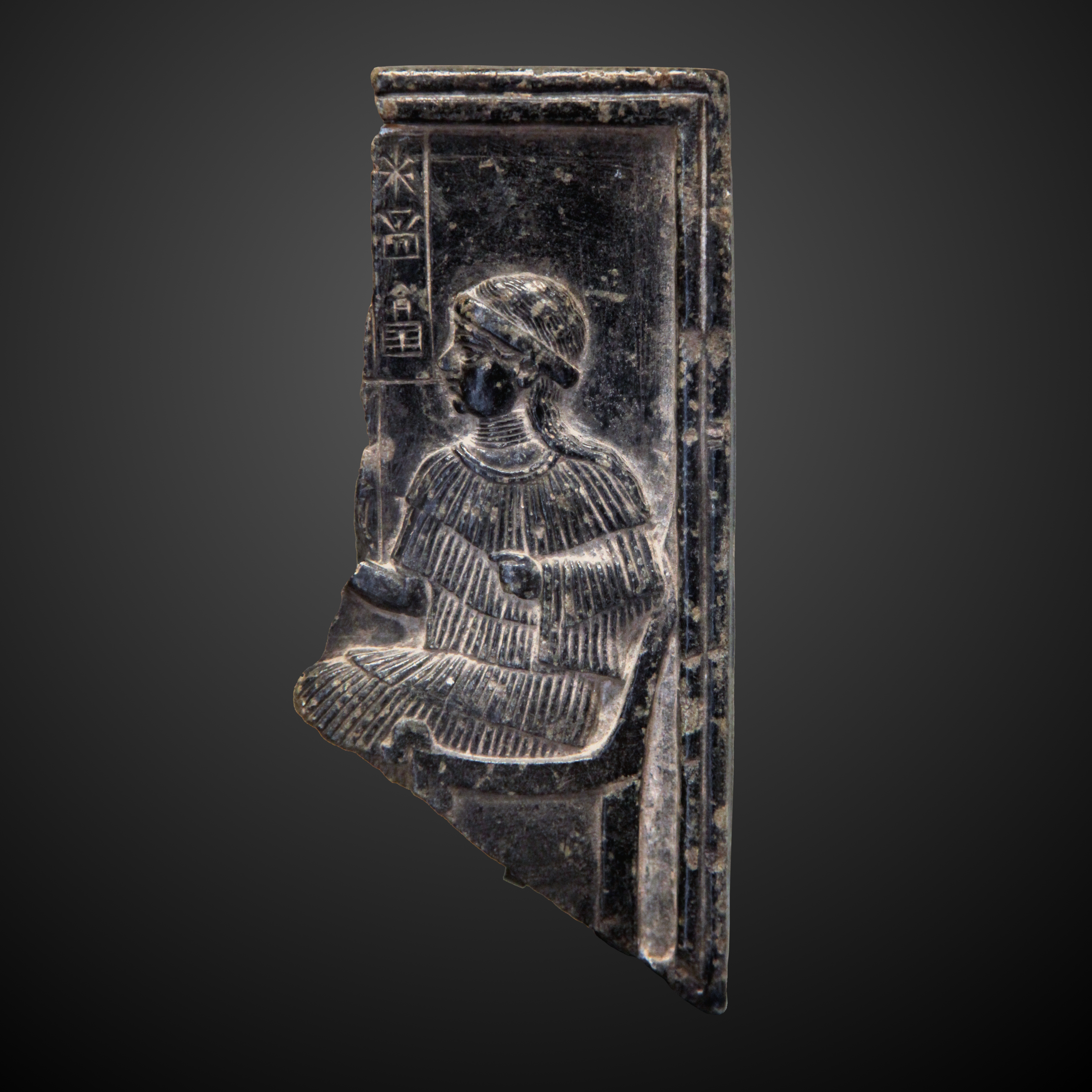
Fragment reliéfu oddaný bohyni Ninsun, matce Gilgameše. Steatit, Sumerská říše.
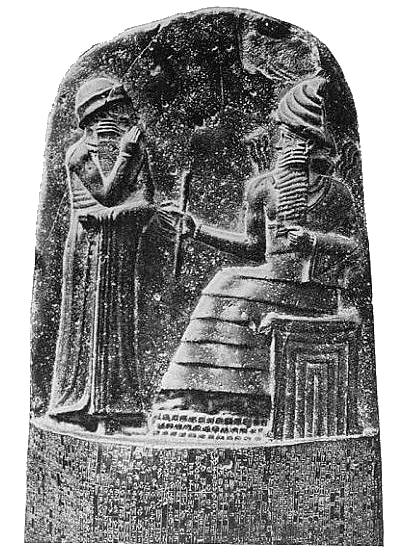
Mezopotámský bůh slunce Shamash předává královskou insignii Chammurapimu, vrchní část Chammurapiho zákoníku
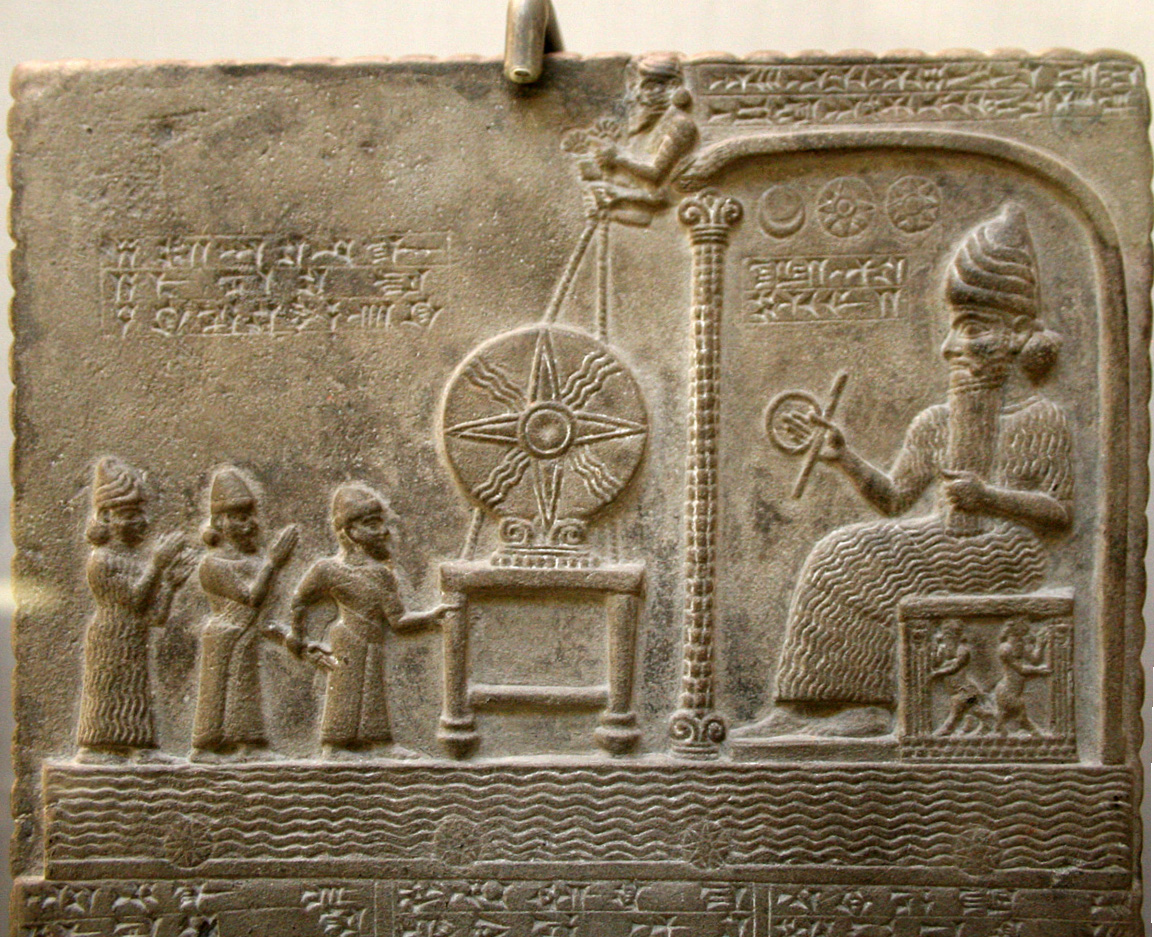
Shamash a král Nabu-apla-iddina mezi dvěma prostředníky bohů.
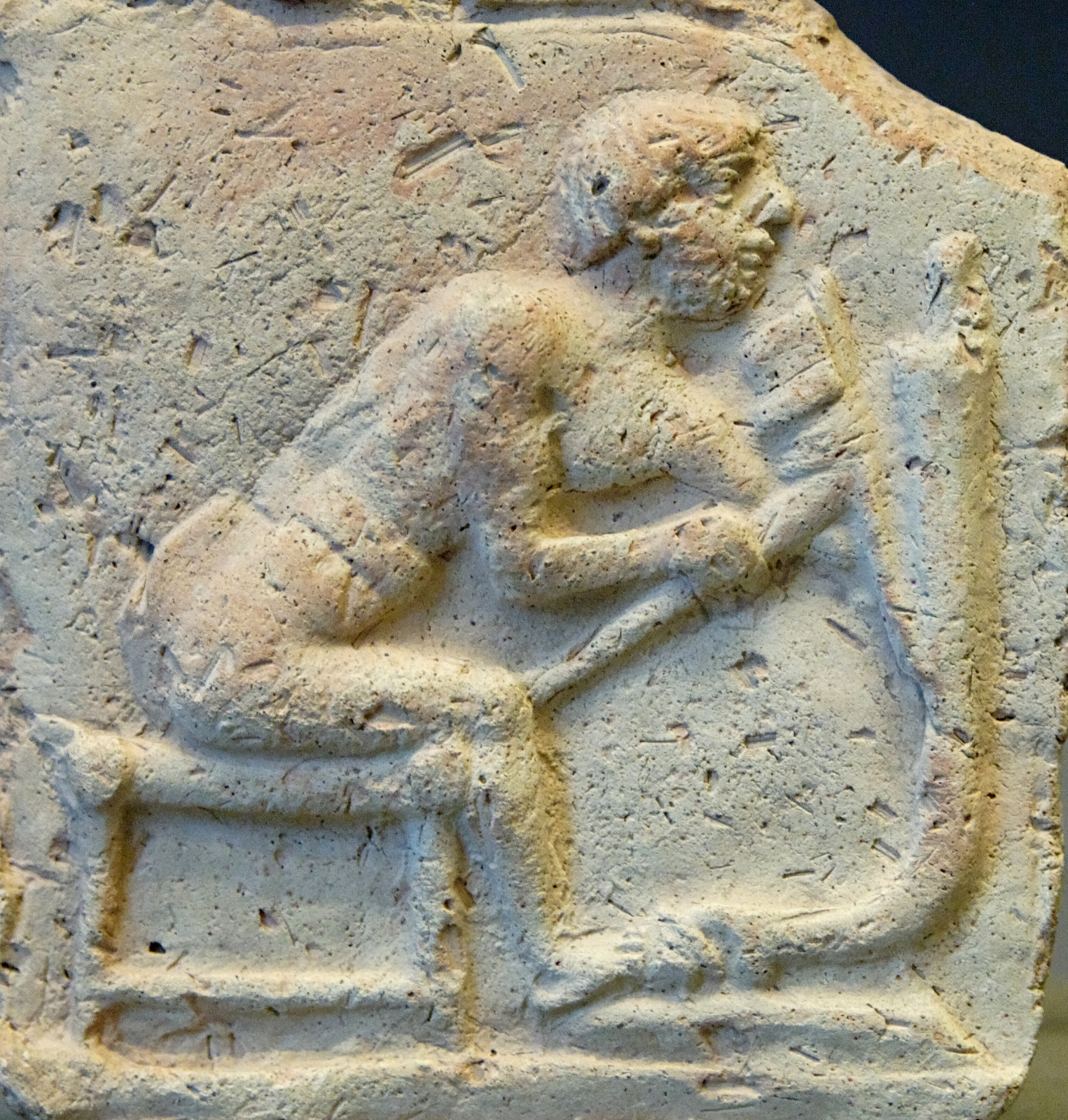
Muž opracovávající teslicí kus vozu. Terakotový reliéf, rané 2. tisíciletí př. n. l.
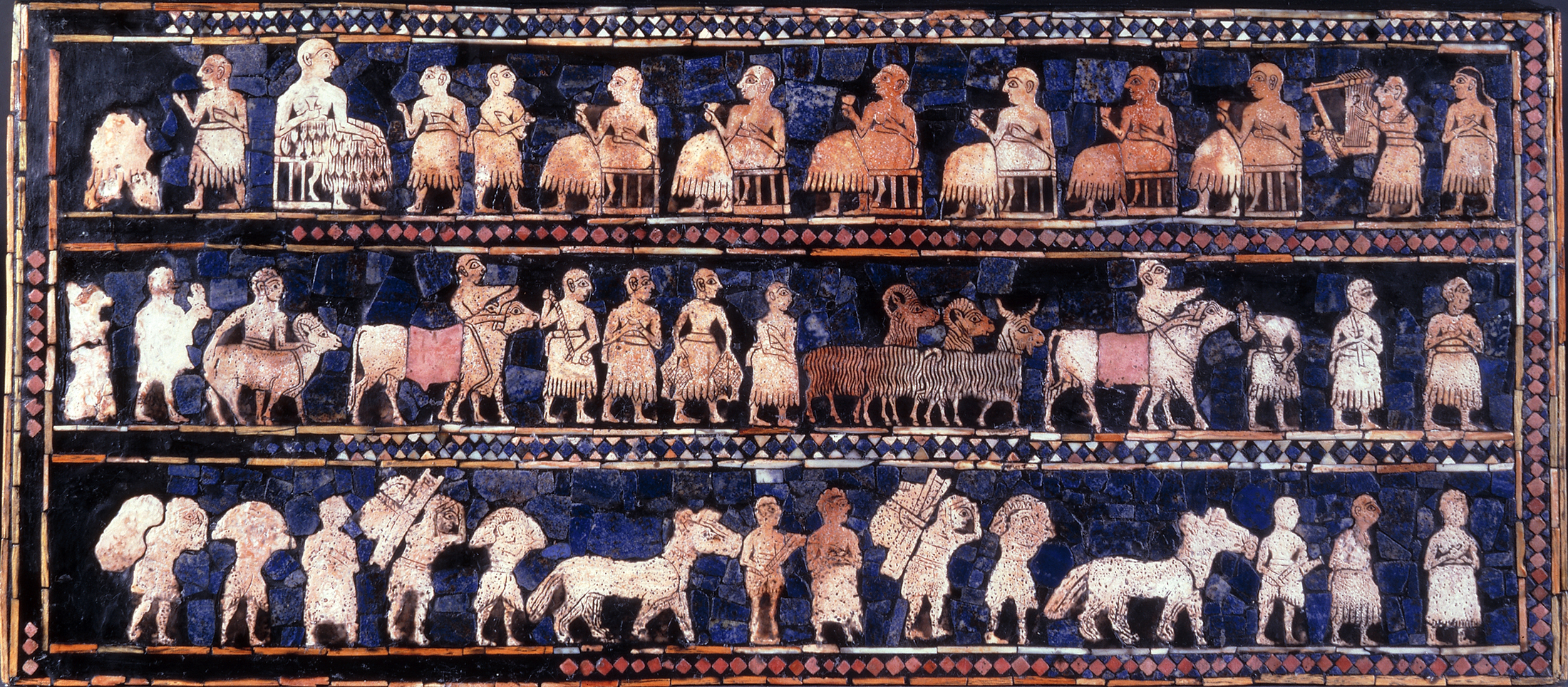
Urská standarta. Král a jeho nejbližší jsou zobrazeni sedící na stoličkách.
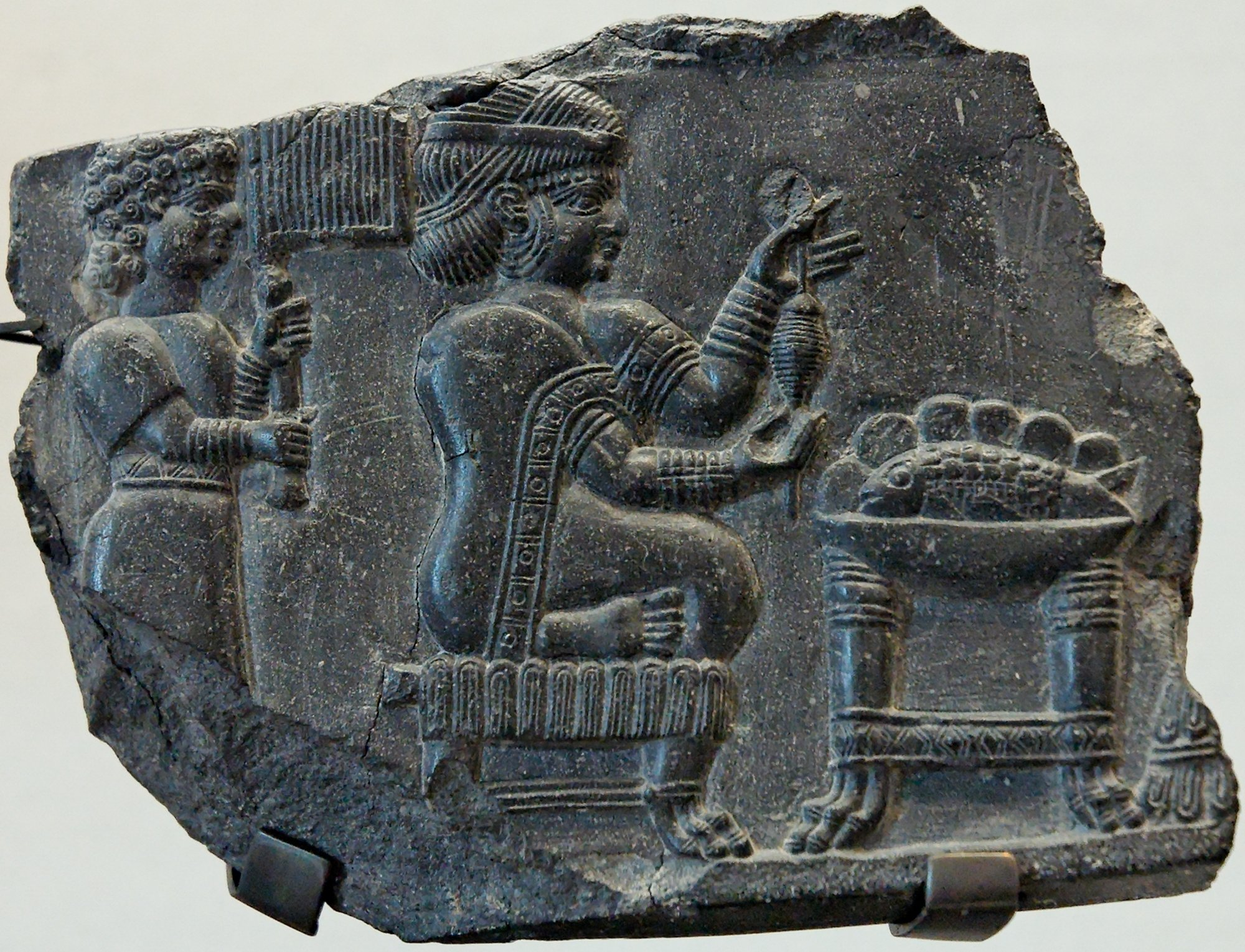
Přadlena sedící na čalouněném taburetu se zakončením noh tlapou lva. Susy – říše Elam, 8.-6. století př. n. l.